# Maonan
Die Maonan (Chinesisch: 毛南族, veraltet und wegen diskriminierender Nebenbedeutung ersetzt: 毛难族, Pinyin (für beides): Máonánzú) sind eine der 55 offiziell anerkannten Minderheiten der Volksrepublik China. Nach der letzten Volkszählung im Jahr 2010 zählen sie 101.192 Menschen. Sie leben vor allem im Autonomen Gebiet Guangxi der Zhuang-Nationalität.
Die Maonan-Sprache gehört zur Kam-Sui-Gruppe der Tai-Kadai-Sprachen. Sie wird nur noch von einer Minderheit der Maonan (etwa 30.000) verwendet. Im Übrigen sprechen die Maonan Mandarin und Zhuang.
Etwa 80 % der Bevölkerung tragen den Familiennamen Tan.